# Soraya Milla
Pour les articles homonymes, voir Milla.
 (décembre 2021).
La mise en forme du texte ne suit pas les recommandations de Wikipédia : il faut le « wikifier ».
Les points d'amélioration suivants sont les cas les plus fréquents. Le détail des points à revoir est peut-être précisé sur la page de discussion.
- Les titres sont pré-formatés par le logiciel. Ils ne sont ni en capitales, ni en gras.
- Le texte ne doit pas être écrit en capitales (les noms de famille non plus), ni en gras, ni en italique, ni en « petit »…
- Le gras n'est utilisé que pour surligner le titre de l'article dans l'introduction, une seule fois.
- L'italique est rarement utilisé : mots en langue étrangère, titres d'œuvres, noms de bateaux, etc.
- Les citations ne sont pas en italique mais en corps de texte normal. Elles sont entourées par des guillemets français : « et ».
- Les listes à puces sont à éviter, des paragraphes rédigés étant largement préférés. Les tableaux sont à réserver à la présentation de données structurées (résultats, etc.).
- Les appels de note de bas de page (petits chiffres en exposant, introduits par l'outil «  Source ») sont à placer entre la fin de phrase et le point final[comme ça].
- Les liens internes (vers d'autres articles de Wikipédia) sont à choisir avec parcimonie. Créez des liens vers des articles approfondissant le sujet. Les termes génériques sans rapport avec le sujet sont à éviter, ainsi que les répétitions de liens vers un même terme.
- Les liens externes sont à placer uniquement dans une section « Liens externes », à la fin de l'article. Ces liens sont à choisir avec parcimonie suivant les règles définies. Si un lien sert de source à l'article, son insertion dans le texte est à faire par les notes de bas de page.
- La présentation des références doit suivre les conventions bibliographiques. Il est recommandé d'utiliser les modèles {{Ouvrage}}, {{Chapitre}}, {{Article}}, {{Lien web}} et/ou {{Bibliographie}}. Le mode d'édition visuel peut mettre en forme automatiquement les références.
- Insérer une infobox (cadre d'informations à droite) n'est pas obligatoire pour parachever la mise en page.

Pour une aide détaillée, merci de consulter Aide:Wikification.
Si vous pensez que ces points ont été résolus, vous pouvez retirer ce bandeau et améliorer la mise en forme d'un autre article.
Soraya Milla (née le 8 mars 1989 à Paris) est une femme de spectacle, réalisatrice et productrice française.

## Biographie
D'origine camerouno-béninoise, Soraya Milla est diplômée en Arts du Spectacle à l’université Paris X en France, en réalisation à l’Institut des Arts de Diffusion en Belgique et en production audiovisuelle à l’Institut National de l’Audiovisuel  à Paris. Ses créations abordent avec humour et fraîcheur la thématique de la double culture afro-française. Sa web série Afropolitaine (2020), co-écrite avec sa mère Aline Angelo Milla,, est l’incarnation de cette « Afro French Touch » qu’elle souhaite développer. La Saison 2 produite par TV5 Monde a remporté le prix de la meilleure série format court au Festival TV de Luchon (2023) ainsi que le prix du meilleur espoir féminin pour les comédiennes Manda Touré et Tracy Gotoas[réf. nécessaire]. 
En 2015, elle réalise Exotique un court-métrage produit par Respiro productions, la région Île de France, l’Acsé et distribué par Manifest Pictures . Diffusé sur les vols de la compagnie aérienne Air france, le film est plus tard présent sur les plateformes de téléchargements légaux et sur la chaîne Ciné +.  En 2018, elle réalise Vitiligo,  un film  expérimental produit par Respiro productions et distribué par Manifest Pictures récompensé dans de nombreux festivals internationaux.  

## Parcours académique
2013- 2015 : Institut National de l’Audiovisuel (INA), Paris - Master en production audiovisuelle
2010-2013 : Institut des Arts de Diffusion (IAD), Belgique - Diplôme en réalisation cinéma et télévision
2009-2010 : Université Paris X, Nanterre - Licence en arts du spectacle

## Filmographie
- Celle qui traversa le sol (2018) [7]

### Web série
- 2020: Afropolitaine Saison 1 [8]
- 2023: Afropolitaine Saison 2  (TV5 Monde)

### Films

#### Scénario et réalisation
- 2018: Vitiligo [9]
- 2015: Exotique [10]

## Distinctions
- 2023: Meilleure série format court Festival TV Luchon et meilleur espoir féminin pour Manda Touré et Tracy Gotoas (Afropolitaine)
- 2022: Prix du meilleur film expérimental Quibdo Film Festival (Vitiligo)
- 2022: Mention spéciale du Jury Festival Porto Femme (Vitiligo)
- 2021: Prix de la meilleure réalisation au Festival du Film Arabe de Bruxelles (Vitiligo)
- 2020: Mention Spéciale du Jury à Integrazione International Film Festival en Italie (Vitiligo)